# Sheng Ruzi
 (novembre 2023).
 (novembre 2023).
Si vous disposez d'ouvrages ou d'articles de référence ou si vous connaissez des sites web de qualité traitant du thème abordé ici, merci de compléter l'article en donnant les références utiles à sa vérifiabilité et en les liant à la section « Notes et références ».
Sheng Rozi (chinois simplifié : 盛如梓 ; pinyin : shèng rúzǐ, Dynastie Yuan) est l'auteur de Shuzhai lao xue congtan (《庶斋老学丛谈》 / 《庶齋老學叢談》, shùzhāi lǎo xué cóngtán, « recueil d'étude de la vieillesse par de nombreux jeunes »), dans lequel il est noté l'inspiration des moulins à vent à axe vertical (et pales horizontales), qui l'inspire et les compare aux moulin à eau du Sud de la Chine.[pas clair]